# División de Honor de fútbol sala 1995-96
La temporada 1995-96 de División de Honor fue la 7.ª edición de la máxima competición de la Liga Nacional de Fútbol Sala española. Se disputó entre el 16 de septiembre de 1995 y el 30 de junio de 1996. Esta fue la primera temporada que se disputó con el sistema de liga regular y una fase final por eliminación directa. 
El campeón fue Interviú Boomerang, que batió en la final al Toledart FS en tres partidos.

## Campeonato

### Liga regular
| Puesto | Equipo                       | Ptos | J  | G  | E  | P  | GF  | GC  | DG   | Nota                         |
| ------ | ---------------------------- | ---- | -- | -- | -- | -- | --- | --- | ---- | ---------------------------- |
| 1      | Papeles Beltrán Alcantarilla | 95   | 38 | 30 | 5  | 3  | 180 | 78  | +102 | Fase final                   |
| 2      | Interviú Boomerang           | 94   | 38 | 31 | 1  | 6  | 185 | 96  | +89  | Fase final                   |
| 3      | ElPozo Murcia                | 88   | 38 | 29 | 1  | 8  | 203 | 126 | +77  | Fase final                   |
| 4      | Pinturas Lepanto Zaragoza    | 81   | 38 | 26 | 3  | 9  | 168 | 115 | +53  | Fase final                   |
| 5      | Toledart FS                  | 77   | 38 | 25 | 3  | 10 | 183 | 110 | +73  | Fase final                   |
| 6      | Playas de Castellón          | 76   | 38 | 23 | 7  | 8  | 181 | 113 | +68  | Fase final                   |
| 7      | Academia Postal              | 64   | 38 | 19 | 7  | 12 | 137 | 122 | +15  | Fase final                   |
| 8      | Caja Segovia Fútbol Sala     | 58   | 38 | 18 | 4  | 16 | 151 | 166 | -15  | Fase final                   |
| 9      | Industrias García            | 55   | 38 | 16 | 7  | 15 | 167 | 159 | +8   |                              |
| 10     | Astorga FS                   | 53   | 38 | 16 | 5  | 17 | 155 | 144 | +11  |                              |
| 11     | FC Barcelona                 | 46   | 38 | 14 | 4  | 20 | 141 | 153 | -12  |                              |
| 12     | Valencia Vijusa              | 43   | 38 | 12 | 7  | 19 | 127 | 164 | -37  |                              |
| 13     | Caja San Fernando Jerez      | 40   | 38 | 11 | 7  | 20 | 116 | 148 | -32  |                              |
| 14     | Maspalomas Palm Oasis        | 40   | 38 | 12 | 4  | 22 | 107 | 145 | -38  |                              |
| 15     | Sol Fuerza Salamanca         | 38   | 38 | 11 | 5  | 22 | 141 | 196 | -55  |                              |
| 16     | Rías Baixas FS               | 37   | 38 | 9  | 10 | 19 | 110 | 137 | -27  |                              |
| 17     | Mejorada FS                  | 34   | 38 | 9  | 7  | 22 | 122 | 176 | -64  | Descenso a División de Plata |
| 18     | Atlético de Madrid Leganés   | 28   | 38 | 8  | 4  | 26 | 118 | 186 | -68  | Descenso a División de Plata |
| 19     | FS La Massana                | 21   | 38 | 5  | 6  | 27 | 116 | 199 | -83  | Descenso a División de Plata |
| 20     | Ceuta Samsung                | 21   | 38 | 6  | 3  | 29 | 107 | 182 | -75  | Descenso a División de Plata |

Ascienden a División de Honor 1996/97: Universidad Europea de Madrid CEES Boadilla y Marsanz Torrejón.
Nota: Papeles Beltrán Alcantarilla y Marsanz Torrejón desaparecieron en 1996. La siguiente temporada contó con 16 equipos.
Sistema de puntuación: Victoria = 3 puntos; Empate (E) = 1 punto; Derrota = 0 puntos

### Fase final
|  | Cuartos de final            | Cuartos de final    |                 |                      | Semifinales         | Semifinales         |  |                      | Final               | Final               |  |
|  | Mejor de 3 partidos         | Mejor de 3 partidos |                 |                      | Mejor de 3 partidos | Mejor de 3 partidos |  |                      | Mejor de 3 partidos | Mejor de 3 partidos |  |
|  |                             |                     |                 |                      |                     |                     |  |                      |                     |                     |  |
|  |                             |                     |                 |                      |                     |                     |  |                      |                     |                     |  |
|  | 1 PB Alcantarilla           | 2                   |                 |                      |                     |                     |  |                      |                     |                     |  |
|  | 1 PB Alcantarilla           | 2                   |                 |                      |                     |                     |  |                      |                     |                     |  |
|  | 8 Caja Segovia              | 0                   |                 |                      |                     |                     |  |                      |                     |                     |  |
|  | 8 Caja Segovia              | 0                   |                 | 1 PB Alcantarilla    | 0                   |                     |  |                      |                     |                     |  |
|  |                             |                     |                 | 1 PB Alcantarilla    | 0                   |                     |  |                      |                     |                     |  |
|  |                             |                     | 5 Toledart FS   | 2                    |                     |                     |  |                      |                     |                     |  |
|  | 4 Pinturas Lepanto Zaragoza | 1                   | 5 Toledart FS   | 2                    |                     |                     |  |                      |                     |                     |  |
|  | 4 Pinturas Lepanto Zaragoza | 1                   |                 |                      |                     |                     |  |                      |                     |                     |  |
|  | 5 Toledart FS               | 2                   |                 |                      |                     |                     |  |                      |                     |                     |  |
|  | 5 Toledart FS               | 2                   |                 |                      |                     |                     |  | 2 Interviú Boomerang | 1*                  |                     |  |
|  |                             |                     |                 |                      |                     |                     |  | 2 Interviú Boomerang | 1*                  |                     |  |
|  |                             |                     | 5 Toledart FS   | 0                    |                     |                     |  |                      |                     |                     |  |
|  | 2 Interviú Boomerang        | 2                   | 5 Toledart FS   | 0                    |                     |                     |  |                      |                     |                     |  |
|  | 2 Interviú Boomerang        | 2                   |                 |                      |                     |                     |  |                      |                     |                     |  |
|  | 7 Academia Postal           | 0                   |                 |                      |                     |                     |  |                      |                     |                     |  |
|  | 7 Academia Postal           | 0                   |                 | 2 Interviú Boomerang | 2                   |                     |  |                      |                     |                     |  |
|  |                             |                     |                 | 2 Interviú Boomerang | 2                   |                     |  |                      |                     |                     |  |
|  |                             |                     | 3 ElPozo Murcia | 0                    |                     |                     |  |                      |                     |                     |  |
|  | 3 ElPozo Murcia             | 2                   | 3 ElPozo Murcia | 0                    |                     |                     |  |                      |                     |                     |  |
|  | 3 ElPozo Murcia             | 2                   |                 |                      |                     |                     |  |                      |                     |                     |  |
|  | 6 Playas de Castellón       | 1                   |                 |                      |                     |                     |  |                      |                     |                     |  |
|  | 6 Playas de Castellón       | 1                   |                 |                      |                     |                     |  |                      |                     |                     |  |
|  |                             |                     |                 |                      |                     |                     |  |                      |                     |                     |  |

Nota: Existía la posibilidad de empatar en las rondas eliminatorias. Los tres partidos terminaron 1:1, 3:3 y 2:3 para Interviú.
| Campeón de la Liga Nacional de Fútbol Sala |
| ------------------------------------------ |
| Interviú Boomerang Tercer título           |